# Ernst Mathias von Mittrowsky

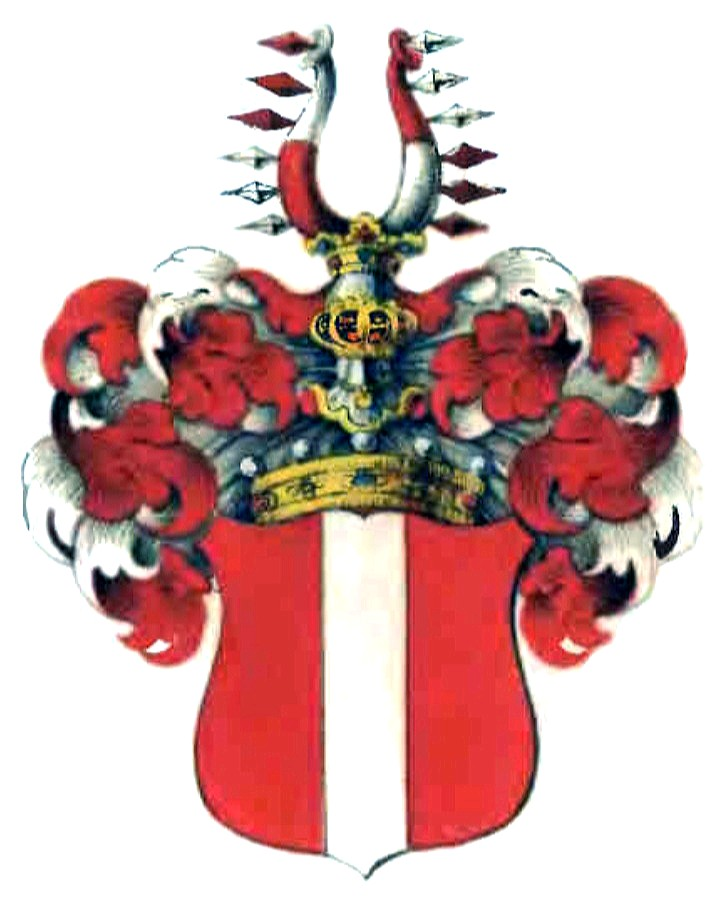
Freiherrliches Wappen

Ernst Mathias Freiherr Mittrovsky von Mittrowitz und Nemischl (* 1676; † 5. März 1748) war ein mährischer Adliger, Gutsbesitzer und Landeshauptmann von Troppau.

## Leben
Er stammte aus dem alten böhmischen Adelsgeschlecht Mittrowsky, welches sich nach dem Stammsitz Mitrowic im Kreis Tábor nannte. Seine Eltern waren Carl Mittrowsky von Nemischl und dessen Ehefrau Helena geb. Freiin von Sobek und Kornitz. Am 12. März 1716 erhob ihn Kaiser Karl VI. in Wien in den erblichen böhmischen Freiherrenstand. Nach dem Ersten Schlesischen Krieg verwaltete er als Landeshauptmann die Landeshauptmannschaft Troppau. Darauf bekleidete er in Brünn das Amt des Syndikus des Troppauer Franziskaner-Konventes. Er galt als Humanist der den Haushalt der Stadt Bystritz sanierte und dort ein Spital, das kurz vor der Schließung stand, erneut gründete. Er war Stammvater der Freiherren und Grafen Mittrowsky.

## Familie
Ernst Matthias von Mittrowksy war in erster Ehe mit Helena Konstanze Frey von Freyenfels und in zweiter Ehe mit Maria Theresia Freiin von Lehotzky († 1759) verheiratet. Seine Kinder waren:
1. Gottfried von Mittrowsky, Prämonstratenser bei St. Vinzenz in Breslau
2. Johann Nepomuk Freiherr von Mittrowsky (1704–1760), Wirklicher Geheimrat, ⚭ Maria Casimira Freiin von Blankowsky
3. Ernst Benjamin Freiherr von Mittrowsky († 1774), k. k. Amtsrat in Troppau
4. Maximilian Joseph Graf von Mittrowsky (1709–1782), k. k. Kämmerer, Geheimrat, General der Kavallerie, ⚭ 1.) Maria Theresia Gräfin Häusler von Heitersheim, ⚭ 2.) Maria Theresia Josepha Gräfin Chorinsky, verw. Gräfin Hallweil
5. Johann Baptist Graf von Mittrowsky (1736–1811), k. k. Geheimrat, Kämmerer, Appellationspräsident, ⚭ 1.) Josepha Gräfin von Pergen, ⚭ 2.) Maria Anna Gräfin Ugarte, verw. Freiin Hausperky von Fanal, Sternkreuzdame
6. Johanna Josepha Freiin von Mittrowsky, ⚭ 1.) Johann Anton Graf von Althann zu Sallau, Oberstsilberkämmerer, ⚭ 2.) NN Herzog von Casserano